# Giovani Versini
Giovani Versini (Marsella, 18 de marzo de 2004) es un futbolista francés que juega como extremo en el Pau FC de la Ligue 2 de Francia.

## Trayectoria
Nacido en Marsella, Giovani Versini comenzó a jugar al fútbol en el club local Burel FC, conocido por formar a jugadores como Maxime Lopez e Ilan Kebbal. A los 12 años ingresó en la cantera del Olympique de Marsella, su club de infancia, donde progresó por todas las categorías juveniles y debutó con el filial en la Championnat National 2 durante la temporada 2021-22.
En 2022 firmó contrato profesional con el Clermont Foot, dejando Marsella, donde tenía contrato como juvenil. Debutó con el filial en la Championnat National 3 y fue convocado una vez por el primer equipo para un partido de Ligue 1 ante el Rennes, aunque no llegó a jugar. Con pocas oportunidades, fue cedido al FC Bourgoin-Jallieu en la Championnat National 2 para ganar minutos.
En el verano de 2024 volvió a Clermont, pero fue apartado del grupo profesional. El 30 de agosto de ese año se marchó cedido a la LB Châteauroux, en la Championnat National, tercera categoría del fútbol francés.
En Châteauroux se convirtió rápidamente en titular indiscutible para el entrenador Cris. Su velocidad, técnica y regate lo hicieron destacar, cerrando la temporada con 5 goles y 8 asistencias, lo que le valió el premio a la Revelación del Año en el Championnat National.
Con su contrato en Clermont finalizando en 2025, varios clubes de Ligue 2 mostraron interés en su fichaje. El 23 de junio de 2025 firmó por tres temporadas con el Pau FC.